# Dimitrios Petrokokinos
Dimitrios Petrokokinos (ur. 17 kwietnia 1878 w Ilford, zm. 10 lutego 1942 w Kapsztadzie) – tenisista grecki, uczestnik letnich igrzysk olimpijskich w 1896 w Atenach.

## Kariera sportowa
Petrokokinos przegrał w pierwszej rundzie turnieju singlowego z Grekiem Ewangelosem Ralisem. Zdobył więc wraz z pięcioma innymi zawodnikami ex aequo ostatnie, ósme miejsce w stawce 13 zawodników.
W turnieju deblowym znowu spotkał się z Ewangelosem Ralisem w pierwszej rundzie. Tym razem, wraz ze swym partnerem Dimitriosem Kasdaglisem pokonali Ralisa i jego partnera Konstandinosa Paspatisa z Grecji. W półfinale pokonali parę australijsko-brytyjską – Teddy’ego Flacka i George’a Stuarta Robertsona, awansując do finału olimpijskiego. W finale zmierzyli się z parą irlandzko-niemiecką – Johnem Piusem Bolandem i Friedrichem Traunem, przegrywając i zdobywając srebrny medal olimpijski.